# Шутроминська сільська рада
Шутро́минська сільська́ ра́да — адміністративно-територіальна одиниця та орган місцевого самоврядування в Заліщицькому районі Тернопільської області. Адміністративний центр — село Шутроминці.

## Загальні відомості
- Територія ради: 13,25 км²
- Населення ради: 626 осіб (станом на 2001 рік)
- Територією ради протікає річка Дністер

## Населені пункти
Сільській раді підпорядковані населені пункти:
- с. Шутроминці

## Склад ради
Рада складається з 12 депутатів та голови.
- Голова ради: Крижанівський Степан Семенович
- Секретар ради: Репужинська Ольга Василівна

### Керівний склад попередніх скликань
| Прізвище, ім'я, по батькові    | Основні відомості                                                             | Дата обрання | Дата звільнення |
| ------------------------------ | ----------------------------------------------------------------------------- | ------------ | --------------- |
| Стасюк Марія Тимофіївна        | Сільський голова, 1969 року народження, позапартійна                          | 26.03.2006   | 31.10.2010      |
| Крижанівський Степан Семенович | Сільський голова, 1959 року народження, освіта середня загальна, безпартійний | 31.10.2010   |                 |

Примітка: таблиця складена за даними сайту Верховної Ради України

### Депутати
За результатами місцевих виборів 2010 року депутатами ради стали:

#### За суб'єктами висування
| Суб'єкт висування | Кількість обраних депутатів | %   |
| ----------------- | --------------------------- | --- |
| Самовисування     | 12                          | 100 |

#### За округами
| № округу | Прізвище, ім'я, по батькові    | Дата визнання обраним | Освіта             | Партійна приналежність | Відомості про обраного депутата                       |
| -------- | ------------------------------ | --------------------- | ------------------ | ---------------------- | ----------------------------------------------------- |
| 1        | Гуцул Світлана Федорівна       | 02.11.2010            | середня спеціальна | позапартійна           | загальноосвітня школа І-ІІ ст. с. Шутроминці, вчитель |
| 2        | Репужинська Ольга Василівна    | 02.11.2010            | вища               | позапартійна           | Шутроминська сільська рада, секретар                  |
| 3        | Головецька Світлана Степанівна | 02.11.2010            | середня спеціальна | позапартійна           | Бібліотека-філія с. Шутроминці, завідувачка           |
| 4        | Лапінська Оксана Миколаївна    | 02.11.2010            | вища               | позапартійна           | тимчасово не працює                                   |
| 5        | Драбик Іван Романович          | 02.11.2010            | середня спеціальна | позапартійний          | тимчасово не працює                                   |
| 6        | Черніцька Оксана Василівна     | 02.11.2010            | середня спеціальна | позапартійна           | Шутроминська сільська рада, бухгалтер                 |
| 7        | Бачинська Руслана Іванівна     | 02.11.2010            | середня спеціальна | позапартійна           | тимчасово не працює                                   |
| 8        | Павлюк Наталія Василівна       | 02.11.2010            | середня            | позапартійна           | тимчасово не працює                                   |
| 9        | Свинарчин Василь Павлович      | 02.11.2010            | середня            | позапартійний          | тимчасово не працює                                   |
| 10       | Лапінський Андрій Федорович    | 02.11.2010            | середня            | позапартійний          | тимчасово не працює                                   |
| 11       | Куцей Володимир Іванович       | 02.11.2010            | середня            | позапартійний          | тимчасово не працює                                   |
| 12       | Прокопів Василь Іванович       | 02.11.2010            | середня            | позапартійний          | тимчасово не працює                                   |